# Met een anker zijn we verankerd
Met een anker zijn we verankerd is een monument aan de Zeelandiaweg in Paramaribo. Het werd op 5 juni 2023 onthuld ter herinnering aan 150 jaar Hindoestaanse immigratie in Suriname.
Het monument is een voorstelling van een anker op de kaart van Suriname. Het symboliseert dat Hindoestanen sinds hun immigratie verankerd zijn in Suriname. Er zijn vijf kolommen, waarvan de eerste kolom weergeeft wie zich ervoor in Suriname vestigde. De tweede markeert de eerste aankomst van migranten met het schip Lalla Rookh op 5 juni 1873. De derde, vierde en vijfde kolom symboliseren de groei die er sindsdien plaatsvond, met op de vijfde kolom een tegel met de datum 5 juni 2023. Het monument werd gemaakt door Aniel Manurat op initiatief van de Culturele Unie Suriname.
Het staat tussen Gebouw 1790 en de Staatsraad, naast de beeldgroep Mathoora, Ramjanee en Rajgaroo die op dezelfde dag werd onthuld.